# Wolseley 18/85 (1938-1948)
Pour la Wolseley 18/85 produite entre 1967 et 1971, voir BMC ADO17.
La Wolseley 18/85 est une automobile du constructeur Wolseley au Royaume-Uni, entre 1938 et 1948.
Présentée en 1938, la 18/85 est construite avec un empattement de 104 pouces, et est alimentée par un moteur de six cylindrers en ligne à double carburateur, soupapes en tête, 2 322 cm³, produisant 85 ch, qu'elle partage avec la MG SA. Après la Seconde Guerre mondiale, la production de ce  modèle a recommencé à l'automne de 1945 et 8 213 véhicules furent construits.

## Réalisations
Une 18/85 pilotée par Humphrey Symons et Bertie Browning définit un nouveau record de Londres au Cap en 31 jours et 22 heures, achevant le voyage de 10 300 kilomètres le 21 janvier 1939, incluant 12 jours de pause pour des réparations à la suite d'un plongeon dans la rivière Gada au Congo Belge.